# Marcelle Narbonne
Marcelle Narbonne (25 maart 1898 – 1 januari 2012) was een Franse supereeuwelinge.

## Levensloop
Narbonne werd geboren in Algerije in 1898. In 1962 verhuisde naar Frankrijk. Ze overleed op bijna 114-jarige leeftijd in Argelès-sur-Mer. Op dat moment was ze de oudste levende Europeaan en de op zeven na oudste persoon ter wereld.